# Kharanitar
Kharanitar (nep. खरानिटार) – gaun wikas samiti w środkowej części Nepalu w strefie Bagmati w dystrykcie Nuwakot. Według nepalskiego spisu powszechnego z 2001 roku liczył on 335 gospodarstw domowych i 1723 mieszkańców (879 kobiet i 844 mężczyzn).